# كازوناري أوكاياما
كازوناري أوكاياما (باليابانية: 岡山 一成) (24 أبريل 1978 في ساكاي في اليابان – )؛ هو لاعب كرة قدم ياباني سابق كان يلعب كمدافع.

## وصلات خارجية
- كازوناري أوكاياما على موقع الاتحاد الدولي (مؤرشف)  (الإنجليزية)
- كازوناري أوكاياما على موقع رابطة كرة القدم اليابانية للمحترفين (اليابانية)
- كازوناري أوكاياما على موقع دوري كوريا الجنوبية (الإنجليزية)
- كازوناري أوكاياما على موقع قاعدة بيانات كرة القدم.إي يو (الإنجليزية)
- كازوناري أوكاياما على موقع Soccerway.com (الإنجليزية)
- كازوناري أوكاياما على موقع عالم كرة القدم.نت (الإنجليزية)